# Maria Mościcka

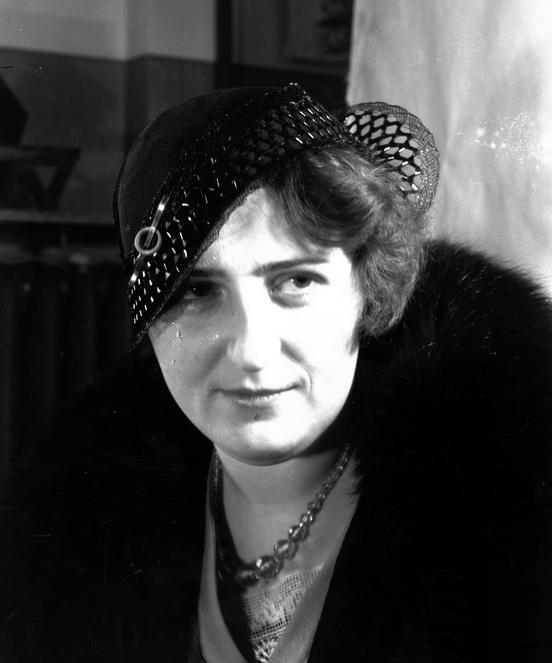

Maria Mościcka z domu Dobrzańska, primo voto Nagórna (ur. 1896 w Warszawie, zm. 23 listopada 1979 w Genewie) – druga żona prezydenta RP Ignacego Mościckiego, polska pierwsza dama.

## Życiorys
Była sekretarką Michaliny Mościckiej – pierwszej żony Ignacego Mościckiego. 10 października 1933 została drugą żoną Prezydenta RP, po wcześniejszym stwierdzeniu nieważności małżeństwa przez Stolicę Apostolską z Tadeuszem Nagórnym, adiutantem Prezydenta RP. Ów ślub – w rok po śmierci pierwszej żony Michaliny Mościckiej, jak i uzyskanie wyroku o stwierdzeniu nieważności małżeństwa – wywołały powszechne zgorszenie.
Od września 1939 przebywała wraz z mężem na emigracji, gdzie zmarła 23 listopada 1979. 10 września 1993 prochy – jej i męża – zostały sprowadzone ze Szwajcarii do Polski. Maria Mościcka została pochowana na warszawskich Powązkach w grobie, który dotychczas był symbolicznym grobem Ignacego Mościckiego w Polsce.
Przez wiele lat Maria Mościcka zbierała i przechowywała archiwalia i pamiątki związane z Ignacym Mościckim, które następnie przekazała za pośrednictwem dr. Bolesława Nawrockiego do archiwum klasztoru na Jasnej Górze.
Została pochowana na cmentarzu Powązkowskim w alei zasłużonych (grób 107/108/109).

## Odznaczenia
- Złota Odznaka Honorowa Ligi Obrony Powietrznej i Przeciwgazowej I stopnia[3]
- Order Zasługi Królestwa Rumunii (1 lipca 1937)[4][5]

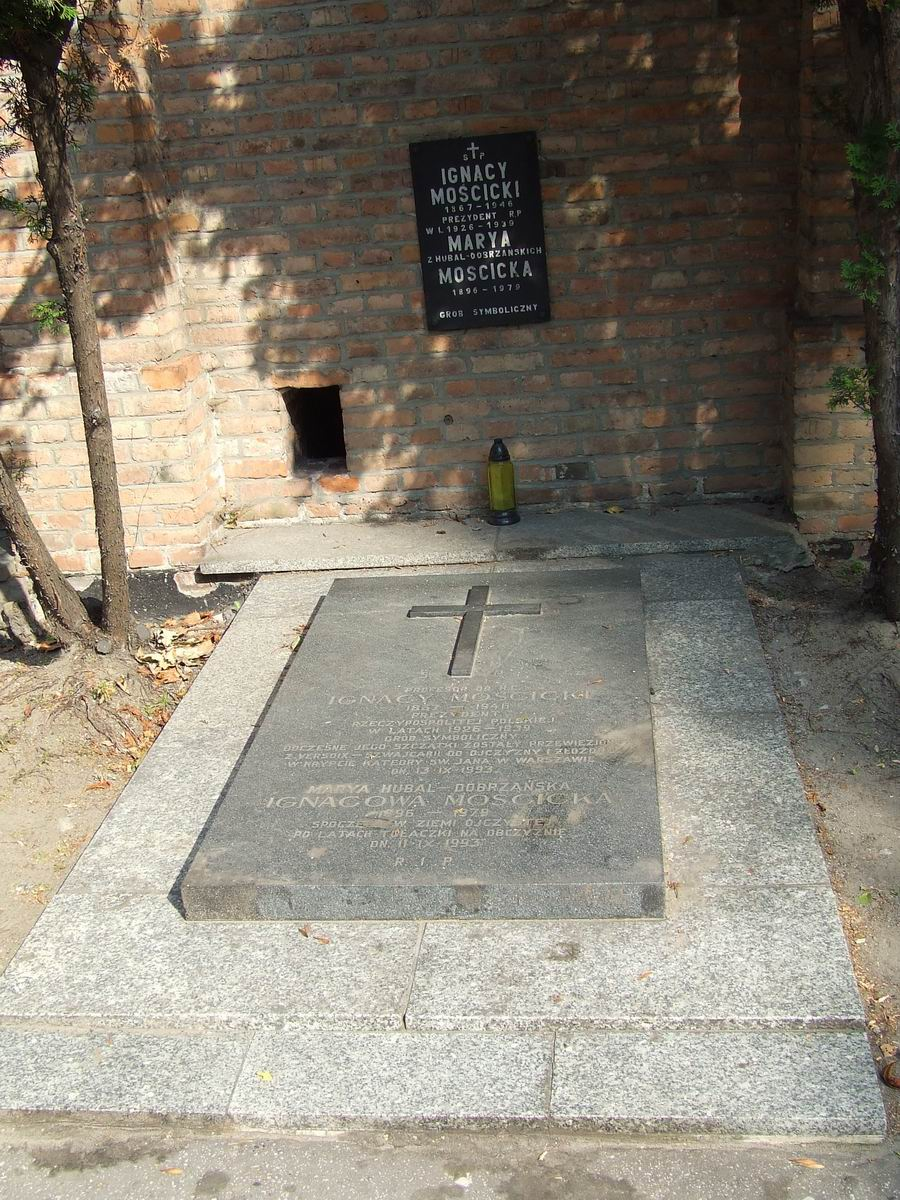
Grób Ignacego i Marii Mościckich na warszawskich Powązkach